# 나데즈딘스키군

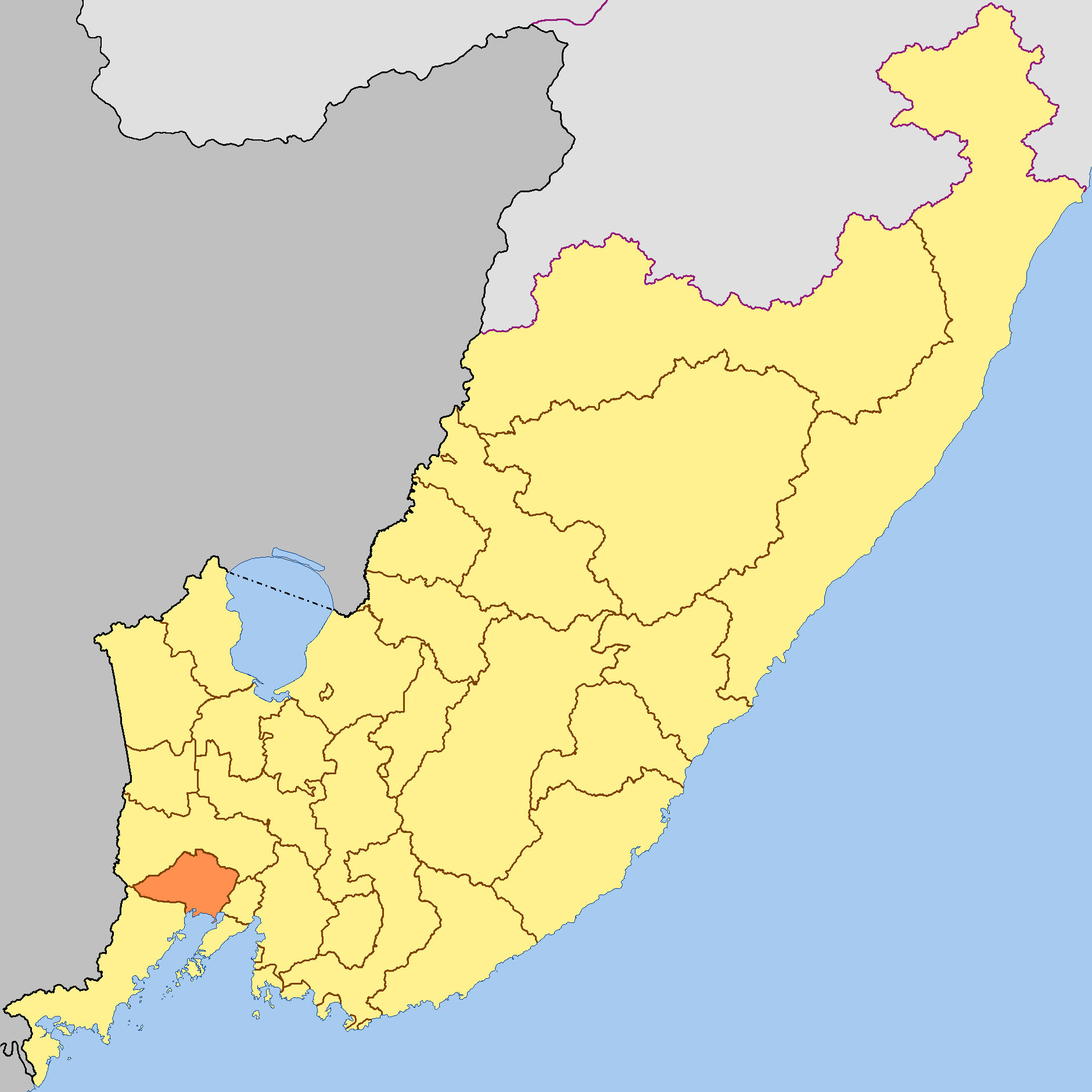
나데즈딘스키 군의 위치

나데즈딘스키군(러시아어: Наде́ждинский райо́н)은 러시아 프리모르스키 지방의 군이다. 중심지는 볼노나데즈딘스코예이다. 라즈돌나야강에 이 군을 가로질러서 통과한다. 인구는 43,000명이다.
고기, 채소, 우유를 블라디보스토크로 공급하고 있다. 밍크, 여우, 사슴 등의 모피 사냥감이 많이 있다.
갈탄이 채굴된다. 100년 이상에 걸쳐서 갈탄이 채굴되어 왔다.

## 하위 행정 구역

### 나데즈딘스코예 (Надеждинское) 면
- 볼노나데즈딘스코예(Вольно-Надеждинское) (행정 중심지)
- 데프리스 (Де-Фриз)
- 자파드니 (Западный)
- 지마유즈나야 (Зима Южная)
- 키파리소보 (Кипарисово)
- 키파리소보-2 (Кипарисово-2)
- 클류체보이 (Ключевой)
- 미르니 (Мирный)
- 모르스코이 (Морской)
- 노비 (Новый)
- 프로흘라드노예 (Прохладное)
- 리바치 (Рыбачий)
- 시레넵카 (Сиреневка)
- 솔로베이클류치 (Соловей-Ключ)
- 스테클로자보츠키 (Стеклозаводский)
- 타요즈니 (Таёжный)
- 톤넬 (Тоннель)
- 슈밋톱카 (Шмидтовка)

### 라즈돌넨스코예 (Раздольненское) 면
- 25km (25 км)
- 9208km (9208 км)
- 알렉세옙카 (Алексеевка)
- 바라놉스키 (Барановский)
- 비네비티노 (Виневитино)
- 고르노예 (Горное)
- 고로데치노예 (Городечное)
- 네지노 (Нежино)
- 올레네보트 (Оленевод)
- 라즈돌노예 (Раздольное) (행정 중심지)
- 테레홉카 (Тереховка)
- 티모페옙카 (Тимофеевка)
- 티호예 (Тихое)

### 타브리찬스코예 (Тавричанское) 면
- 다비돕카 (Давыдовка)
- 데뱌티발(Девятый Вал)
- 타브리찬카(Тавричанка) (행정 중심지)